# Boiserie

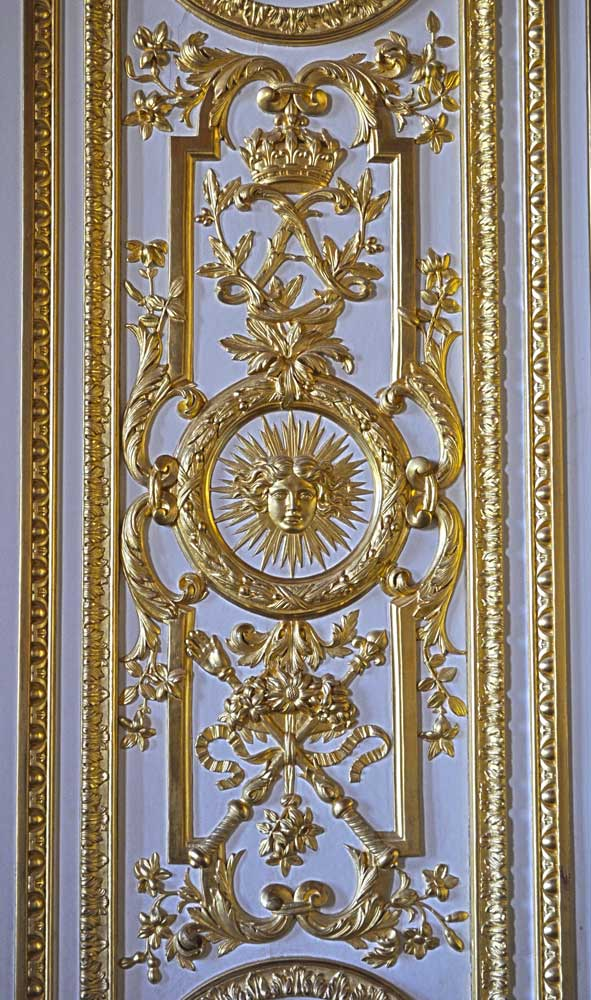
Boiseries en el Cabinet du Conseil de Versalles.

Boiserie (plural boiseries) es un término usado para definir a los paneles de madera en paredes. Las boiseries eran muy populares en la Francia de los siglos s. XVII y s. XVIII como decoraciones internas en palacios y mansiones. En el Palacio de Versalles hay numerosos ejemplos de estos tipos de decoraciones. Los paneles se usaban no solo para decorar las paredes sino también puertas y separaciones.
Tenían no solo pinturas decorativas sino también aplicaciones de dorados y de bajorrelieves.

## Galería

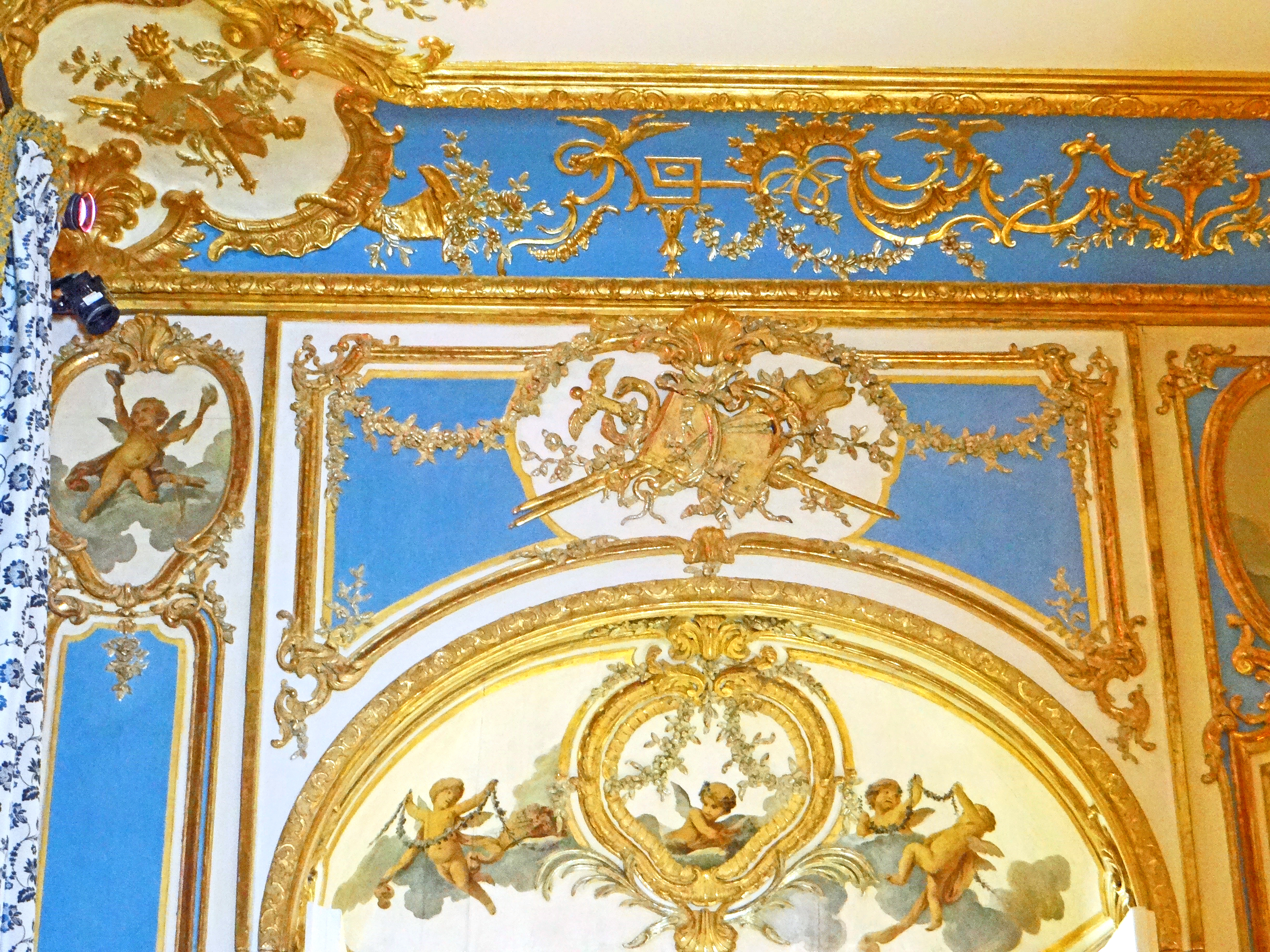
Boiseries del Hôtel de Villemaré-Dangé, hoy en el Louvre.
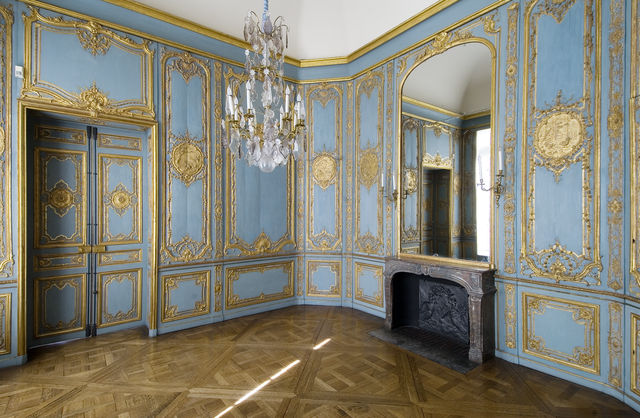
Cabinet des Fables en el Hôtel de Rohan, París.
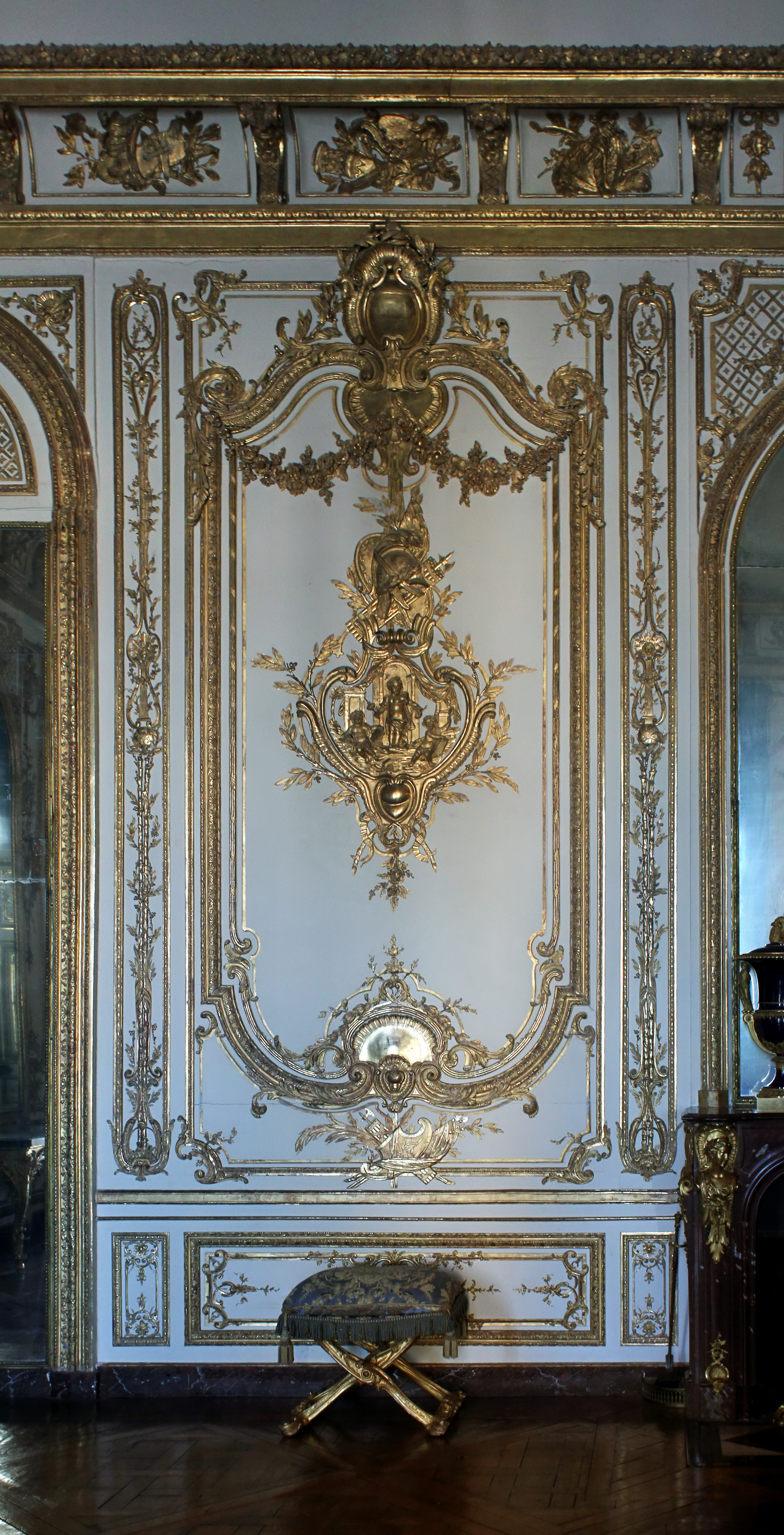
Cabinet du Conseil en Versalles.
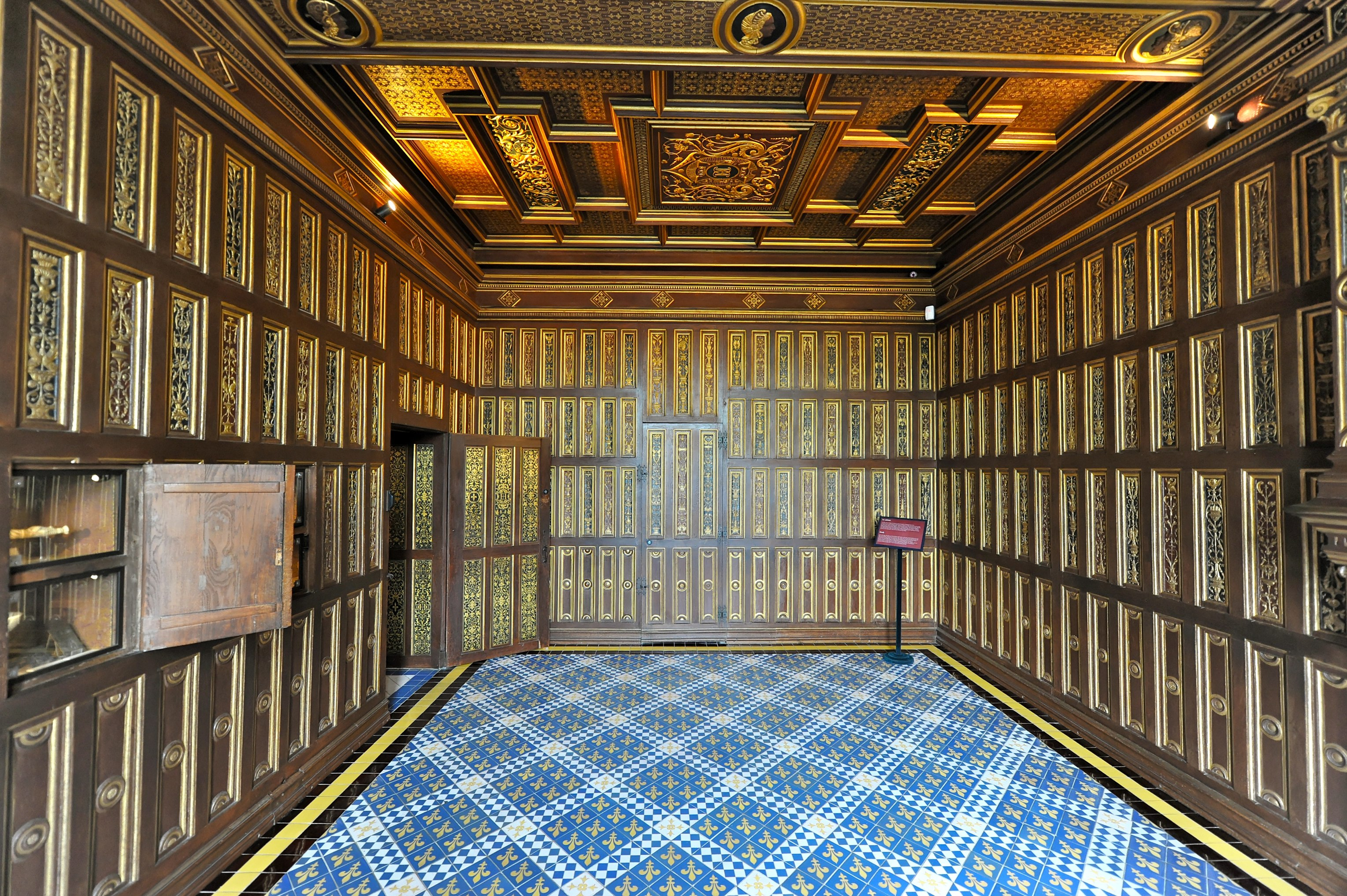
Studiolo de Francisco I en Blois.

- Datos: Q678883
- Multimedia: Carved panellings / Q678883